# Anabarhynchus planifrons
Anabarhynchus planifrons är en tvåvingeart som beskrevs av Lyneborg 2001. Anabarhynchus planifrons ingår i släktet Anabarhynchus och familjen stilettflugor. Inga underarter finns listade i Catalogue of Life.